# Systremma crassicornis
Systremma crassicornis là một loài bướm đêm trong họ Noctuidae.